# Granåsenschans
De Granåsenschans is een skischansencomplex in Trondheim in Noorwegen. Het complex is in 1940 gebouwd terwijl de grote schans in 1990 werd aangebouwd.
Sinds het seizoen 1990/1991 organiseert de FIS er regelmatig wereldbekerwedstrijden voor mannen in zowel het schansspringen als de noordse combinatie. Tijdens het seizoen 2012/2013 werd er op de grote schans ook een wereldbekerwedstrijd schansspringen voor vrouwen georganiseerd.
In 1997 werden de Wereldkampioenschappen noords skiën op de Granåsenschans gehouden. Janne Ahonen werd wereldkampioen op de kleine schans, terwijl Masahiko Harada de beste was op de grote schans.